# Bagnalliella yuccae
Bagnalliella yuccae är en insektsart som först beskrevs av Harold R. Hinds 1902.  Bagnalliella yuccae ingår i släktet Bagnalliella och familjen rörtripsar. Inga underarter finns listade i Catalogue of Life.